# Patinatge de velocitat en pista curta als Jocs Olímpics d'hivern de 1992
Als Jocs Olímpics d'Hivern de 1992 celebrats a la ciutat d'Albertville (França) es disputaren quatre proves de patinatge de velocitat en pista curta, dos en categoria masculina i dos més en categoria femenina. Aquesta fou la primera vegada que aquest esport formà part del programa oficial dels Jocs com a esport olímpic. En l'edició de 1988 havia format part del programa com a esport de demostració.
Les proves es realitzaren entre els dies 18 i 22 de febrer de 1992 a les instal·lacions del Halle Olympique, recinte ubicat al costat del Théâtre des Cérémonies.

## Resum de medalles

### Categoria masculina
| Prova                         | Or                                                                | Argent                                                                                         | Bronze                                                                        |
| 1.000 metres Detalls          | Kim Ki-Hoon                                                       | Frédéric Blackburn                                                                             | Lee Joon-Ho                                                                   |
| 5.0000 metres relleus Detalls | Corea del SudKim Ki-Hoon · Lee Joon-Ho · Mo Ji-Soo · Song Jae-Kun | CanadàFrédéric Blackburn · Laurent Daignault · Michel Daignault · Sylvain Gagnon · Mark Lackie | JapóYuichi Akasaka · Tatsuyoshi Ishihara · Toshinobu Kawai · Tsutomu Kawasaki |

### Categoria femenina
| Prova                         | Or                                                                        | Argent                                                                      | Bronze                                                                           |
| 500 metres Detalls            | Cathy Turner                                                              | Li Yan                                                                      | Hwang Ok-Sil                                                                     |
| 3.0000 metres relleus Detalls | CanadàAngela Cutrone · Sylvie Daigle · Nathalie Lambert · Annie Perreault | Estats UnitsDarcie Dohnal · Amy Peterson · Cathy Turner · Nikki Ziegelmeyer | Equip UnificatYulia Alagulova Natalia Issakova Viktoria Troitskaya Yulia Vlasova |

## Medaller
| Posició | País            | Or | Argent | Bronze | Total |
| 1       | Corea del Sud   | 2  | 0      | 1      | 3     |
| 2       | Canadà          | 1  | 2      | 0      | 3     |
| 3       | Estats Units    | 1  | 1      | 0      | 2     |
| 4       | R.P. de la Xina | 0  | 1      | 0      | 1     |
| 5       | Corea del Nord  | 0  | 0      | 1      | 1     |
| 5       | Equip Unificat  | 0  | 0      | 1      | 1     |
| 5       | Japó            | 0  | 0      | 1      | 1     |
|         |                 |    |        |        |       |
| Total   | Total           | 4  | 4      | 4      | 12    |